# 吉田昌子
吉田 昌子（よしだ しょうこ、旧姓：高柳、1954年9月13日 - ）は、日本の元バレーボール選手、指導者。1976年モントリオールオリンピックバレーボール女子金メダリスト。

## 来歴
大分県出身。中津南高校時の1972年、エースを務めた第3回春の高校バレーで優勝。卒業後、日立武蔵（当時）に入団。
1976年、全日本メンバーに選出され、モントリオールオリンピックにおいて金メダルを獲得した。日本リーグでも2年連続でベスト6賞を獲得。
現役引退後は、2001年から2008年まで柏エンゼルクロスで監督を務め、後進の指導にあたった。

## 球歴
- 全日本代表としての主な国際大会出場歴
  - オリンピック - 1976年
  - 世界選手権 - 1978年
  - ワールドカップ - 1977年

## 受賞歴
- 1976年 - 第9回日本リーグ ベスト6
- 1977年 - 第10回日本リーグ ベスト6

## 所属チーム
- 中津南高校
- 日立（1973 - 1979年）